# The Great Beyond
Singles de R.E.M.
Suspicion
(1999) Imitation of Life
(2001)
Pistes de Man on the Moon (Bande originale)
Here I Come To Save The Day Kiss You All Over
The Great Beyond est une chanson du groupe de rock alternatif R.E.M.. Elle n'apparaît sur aucun album studio du groupe puisqu'elle a été écrite spécialement pour la bande originale du film Man on the Moon sorti en 1999. Cependant, elle est sortie en tant que single pour la bande originale du film en 2000. La chanson est également présente sur la compilation de R.E.M. sortie en 2003 In Time: The Best of R.E.M. 1988-2003 dans une version inédite. La version présente sur la bande originale de Man on the Moon contient des dialogues du film à la fin de la piste, tandis que la version radio ne contient pas de pont.
Le single a atteint la 3e aux UK Singles Chart. R.E.M. a été nommé aux Grammy Awards pour le Grammy Award for Best Song Written for a Motion Picture, Television or Other Visual Media (Meilleure chanson écrite pour un film, la télévision ou autre média visuel) en tant qu'auteurs de la chanson.

## Historique et thème
Sur la version inédite présente sur l'album In Time, à 4:09 et à 4:26, on peut entendre Michael Stipe chanter les paroles suivantes en arrière-fond : « Here's a little agit for the never-believer, here's a little ghost for the offering. » Ces deux lignes sont des paroles de la chanson Man on the Moon également à propos d'Andy Kaufman, chanson dont le film tire son titre.

## Clip vidéo
Le clip a été réalisé par Liz Friedlander. Il contient à l'origine des scènes de tournage de Jim Carrey en tant qu'Andy Kaufman bien que pour le DVD In View - qui accompagne la compilation In Time et qui contient les meilleures vidéos du groupe entre 1988 et 2003 - le clip a été refait et contient des scènes archivées d'Andy Kaufman lui-même (similaire aux vidéos du film). La version originale du clip est présente dans le DVD de Man on the Moon.
Le clip a été nommé pour deux MTV Video Music Awards pour Best Video from a film (Meilleur clip pour un film) et Best Editing.

## Représentations et reprises
En juin 2003, Michael Stipe a chanté un extrait de cette chanson a capella  pour une publicité de BBC Two. Il l'a interprétée sur scène dans un théâtre vide.
La chanson a été reprise par The Fray en 2007 pour leur compilation Radio 1 Established 1967.
Une version live de la chanson est également parue sur l'album R.E.M. Live.

## Liste des pistes
Toutes les chansons sont écrites par Peter Buck, Mike Mills et Michael Stipe.
Cassette / US CD
1. The Great Beyond (Radio Edit) - 4:14
2. Man on the Moon[A 1] - 5:24

UK CD
1. The Great Beyond (Radio Edit) - 4:14
2. Everybody Hurts (Live)[A 1] - 6:20
3. The One I Love (Live)[A 1] - 3:10

Maxi-CD
1. The Great Beyond (radio edit) - 4:14
2. The One I Love (Live)[A 1] - 3:10
3. Everybody Hurts (Live)[A 1] - 6:20
4. Man on the Moon (Live)[A 1] - 5:24

Notes
1. 1 2 3 4 5 6  Enregistré au Glastonbury Festival à Somerset en Angleterre le 25 juin 1999.

## Charts
| Chart (1999/2000)                     | Meilleure position |
| ------------------------------------- | ------------------ |
| Charts australiens                    | 25                 |
| Charts canadiens                      | 16                 |
| Charts hollandais                     | 91                 |
| Charts irlandais                      | 6                  |
| Charts italiens                       | 3                  |
| Charts suisses                        | 72                 |
| Charts norvégiens                     | 8                  |
| Charts suédois                        | 52                 |
| Charts anglais                        | 3                  |
| U.S. Billboard Hot 100                | 57                 |
| U.S. Billboard Modern Rock Tracks     | 33                 |
| U.S. Billboard Mainstream Rock Tracks | 11                 |
| U.S. Billboard Adult Top 40           | 13                 |